# Pempheris oualensis
Pempheris oualensis là một loài cá biển thuộc chi Pempheris trong họ Cá bánh lái. Loài này được mô tả lần đầu tiên vào năm 1831.

## Từ nguyên
Từ định danh oualensis được đặt theo tên gọi của đảo Oulan, nay gọi là Kosrae, nơi mà mẫu định danh của loài cá này được thu thập (–ensis: hậu tố Latinh biểu thị nơi chốn).

## Phân bố
P. oualensis có phân bố rộng khắp khu vực Ấn Độ Dương - Thái Bình Dương, được ghi nhận từ biển Đỏ dọc theo Đông Phi trải dài đến về phía đông đến quần đảo Line, quần đảo Marquises và đảo Ducie, ngược lên phía bắc đến quần đảo Ogasawara và quần đảo Ryukyu, giới hạn phía nam đến Nam Phi, Úc (gồm cả đảo Lord Howe) và đảo Rapa Iti.
P. oualensis cũng được ghi nhận dọc theo vùng biển Việt Nam, như cù lao Chàm (Quảng Nam), đảo Lý Sơn (Quảng Ngãi), Ninh Thuận, hòn Cau (Bình Thuận), cũng bao gồm quần đảo Hoàng Sa và quần đảo Trường Sa.
P. oualensis sống trong các đầm phá nước trong và trên rạn san hô ngoài khơi, khá phổ biến dọc theo mào rạn, độ sâu đến ít nhất là 36 m.

## Mô tả
Chiều dài cơ thể lớn nhất được ghi nhận ở P. oualensis là 22 cm.
Số gai ở vây lưng: 6; Số tia vây ở vây lưng: 9–10; Số gai ở vây hậu môn: 3; Số tia vây ở vây hậu môn: 36–45; Số tia vây ngực: 16–19.